# Carlos Casagemas
Carlos Casagemas i Coll – hiszpański malarz pochodzący z Katalonii, znany ze swojej przyjaźni z Pablem Picassem.
Picasso i Casagemas po raz pierwszy spotkali się w Barcelonie w kawiarni artystycznej Els Quatre Gats. W 1901 r. obaj przeprowadzili się z Barcelony do Paryża. Mając zaledwie 20 lat Casagemas popełnił samobójstwo, powodem była nieodwzajemniona miłość do Germaine Pichot. Pichot była później jedną z modelek, które pozowały Picassowi do Panien z Awinionu. Przedwczesna śmierć przyjaciela bardzo poruszyła Picassa i odzwierciedliła się w jego dziełach rozpoczynając tzw. etap niebieski. W latach 1901–1903, Picasso namalował kilka pośmiertnych portretów swojego przyjaciela Casagemas, m.in. La vie.

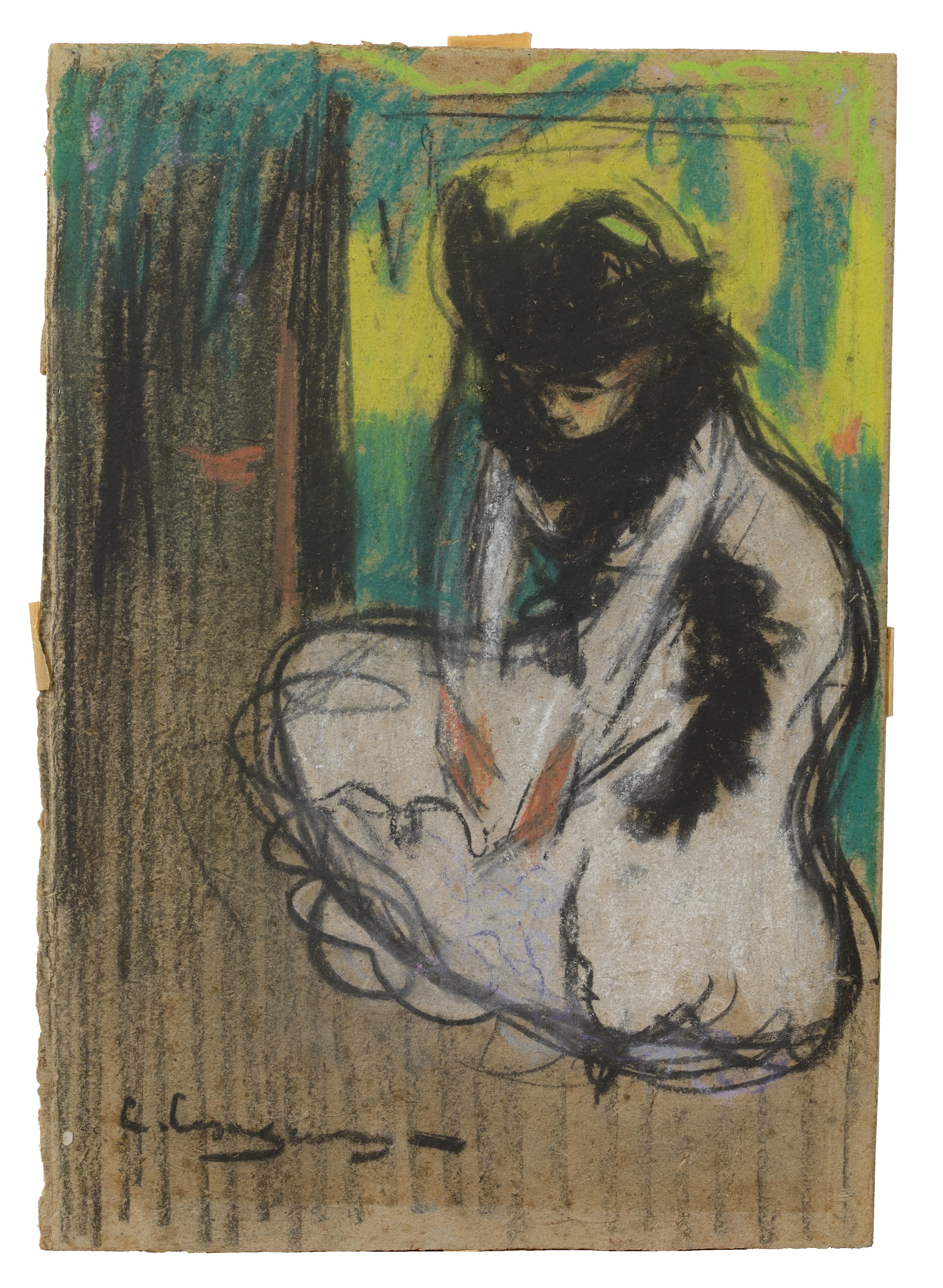
Carlos Casagemas Kobieta ubrana na biało, 1898